# Marika Bergman Lundin
Marika Bergman Lundin, född den 12 juli 1999, är en svensk fotbollsspelare (mittfältare) som spelar för West Ham United.

## Karriär
Marika Bergman Lundin har spelat allsvenskt sedan 2016. I januari 2024 värvades hon av West Ham United.